# Перссон, Йёран (канцлер)
Йоран Пе́рссон (швед. Jöran Persson; около 1530 — сентябрь 1568) — шведский государственный деятель, канцлер короля Эрика XIV, который назначил его также прокуратором и главой сыскной комиссии. Целью комиссии, организовавшей обширную систему шпионства, было искоренять все враждебные королевской власти элементы.
Высшей власти Перссон достиг в 1563 году во время распри между Эриком XIV и братом его Юханом. Укрепление королевского самодержавия и ослабление родовой аристократии — такова была программа Перссона. С падением Эрика погиб и его канцлер: он был казнен в 1568 году по приказанию нового короля Юхана III.
Сын — Эрик, с 1627 г. стал носить имя Тегель, так как в его гербе были изображены три кирпича (швед. tegel).